# Maarten Leunen
Maarten Arthur „Maarty“ Leunen (* 3. September 1985 in Vancouver, Washington) ist ein US-amerikanischer Basketballspieler. Nach dem Studium in seinem Heimatland wurde Leunen zwar in der NBA-Draft 2008 von den Houston Rockets ausgewählt, absolvierte aber kein Spiel in der am höchsten dotierten Profiliga NBA. Stattdessen begann er eine professionelle Karriere in Europa, wo er nach einer Saison in der Türkei fünf Jahre für den italienischen Erstligisten Pallacanestro Cantù spielte. In der Basketball-Bundesliga 2014/15 spielte Leunen für den deutschen Erstligisten ratiopharm Ulm.

## Karriere
Leunen wurde zum Abschluss seiner Schulzeit in Redmond (Oregon) als Gatorade Player of the Year des Staates Oregon ausgezeichnet und erhielt einen Studienplatz an der University of Oregon, wo er für die Hochschulmannschaft Ducks von 2004 an vier Jahre lang in der damaligen Pacific-10 Conference (Pac-10) der NCAA spielte und dem gleichen Jahrgang wie seine Mannschaftskameraden Malik Hairston und Bryce Taylor bei den Ducks angehörte. 2007 gewann man das Meisterschaftsturnier der Pac-10 und erreichte im landesweiten NCAA-Endrundenturnier das Viertelfinale Elite Eight, das gegen den Titelverteidiger Florida Gators verloren ging. Im Sommer 2007 stand Leunen unter anderem mit Roy Hibbert im Aufgebot der Nationalmannschaft bei den Panamerikanischen Spielen 2007, bei denen man jedoch nur den fünften Platz belegte. Ein Jahr später verloren die Ducks bereits in der ersten Runde im NCAA-Endrundenturnier gegen die Bulldogs der Mississippi State University. Leunen beendete seine vierjährige Collegekarriere mit 1.259 Punkten und 903 Rebounds als mannschaftsintern zweitbester Rebounder aller Zeiten der Ducks. Während Hairston im NBA-Draft 2008 an 48. Position ausgewählt wurde, sicherten sich die Houston Rockets an 54. Position die Rechte an Leunen, während Bryce Taylor in der Entry Draft von keinem Klub berücksichtigt wurde. Hairston war nur eine kurze Karriere in der NBA bei den San Antonio Spurs vergönnt, bevor er zunächst nach Italien wechselte und später in der Türkei spielte. Taylor unterschrieb seinen ersten professionellen Vertrag in Italien, während Leunen ohne Einsatz in der NBA für die Saison 2008/09 bei Darüşşafaka SK aus Istanbul in der Türkiye Basketbol Ligi unterschrieb.
Mit Darüşşafaka SK erreichte Leunen am Saisonende auf dem achten Tabellenplatz die Play-offs um die Meisterschaft 2009, in denen man ohne Sieg gegen den Lokalrivalen und Rekordmeister Efes Pilsen SK ausschied. Für die Saison 2009/10 ging Leunen in die italienische Lega Basket Serie A und unterschrieb einen Vertrag beim Traditionsverein aus Cantù in der Lombardei. Nachdem der mehrfache Europapokalsieger der 1970er und 1980er Jahre im Vorjahr die Play-offs um die Meisterschaft verpasst hatte, erreichte man als Tabellenvierter unter dem neuen Trainer Andrea Trinchieri 2010 sicher die Finalrunde um den Titel, in der man in der Halbfinalserie gegen Serienmeister Montepaschi Siena in drei Spielen ohne Chance blieb. Eine Saison später verlor Cantù das Finalspiel im Pokalwettbewerb „Coppa Italia“ gegen Double-Gewinner Siena und auch in der Finalserie um die Meisterschaft verlor man gegen den Titelverteidiger, wobei die Mannschaft zumindest einen Sieg in fünf Spielen holen konnte. Nachdem Cantù im Eurocup 2010/11 frühzeitig gescheitert war, erreichte man als Vizemeister im höchstrangigen europäischen Vereinswettbewerb EuroLeague 2011/12 zumindest die Zwischenrunde der 16 besten Mannschaften, in der man nur wegen des schlechteren direkten Vergleichs gegenüber Maccabi Tel Aviv am Weiterkommen scheiterte. Nachdem Cantù erneut das Pokalfinale gegen Siena verloren hatte, verlor man überraschend als Dritter in der ersten Play-off-Runde nach zwei Auftaktsiegen noch die folgenden drei Spiele gegen Scavolini Pesaro und schied aus. Nur wegen der guten letztjährigen guten Leistungen in der Euroleague wurde man zur Qualifikationsrunde der EuroLeague 2012/13 zugelassen, die man jedoch als Ausrichter genauso wie die Supercoppa zu Saisonbeginn gewann und erneut an der Euroleague teilnahm, bei der man jedoch nach nur drei Vorrundensiegen in zehn Spielen diesmal bereits nach der Vorrunde ausschied. Als Hauptrundensiebter der Serie A 2013 konnte man in der ersten Play-off-Runde noch den Zweiten Banco di Sardegna Sassari in sieben Spielen niederhalten, doch in der Halbfinalserie schied man ebenfalls in sieben Spielen gegen Acea Rom aus. Im Eurocup 2013/14 scheiterte Cantù sehr knapp und unter dramatischen Umständen mit einem Punkt Unterschied im letzten Gruppenspiel der Zwischenrunde im direkten Vergleich gegen den deutschen Vertreter ratiopharm Ulm und schied aus. In den Play-offs der Serie A wartete auf den Dritten der regulären Saison in der ersten Runde der Vizemeister aus Rom, dem man diesmal in drei Spielen ohne eigenen Sieg unterlegen war.
Für die Basketball-Bundesliga 2014/15 wechselte Leunen zum deutschen Erstligisten ratiopharm aus Ulm in die Basketball-Bundesliga, in der Bryce Taylor bereits seit längerer Zeit spielte. Taylor war 2014 erstmals mit dem FC Bayern München deutscher Meister geworden, aber in der EuroLeague 2013/14 insbesondere durch zwei Niederlagen gegen Galatasaray Istanbul mit Malik Hairston im Kader am Weiterkommen in die Viertelfinal-Play-offs gescheitert. Zur Saison 2015/2016 erhielt Leunen jedoch in Ulm keinen neuen Vertrag und wechselte zu Felice Scandone Avellino nach Italien.